# Бароан, Антуан
Антуа́н Бароа́н (фр. Antoine Baroan; род. 24 июня 2000[…], Ньор) — французский футболист ивуарийского происхождения, нападающий клуба «Ботев» (Пловдив).

## Карьера
В 2017 году стал игроком второй команды клуба «Ньор». За основной состав в Лиге 2 впервые сыграл в сентябре 2018 года в матче с «Нанси», а летом следующего года официально стал игроком первой команды.
В июле 2021 года перешёл в болгарский клуб «Ботев» из Пловдива. Дебютировал в Первой лиге в матче с ФК «Пирин».